# Santa-Maria-Figaniella
Santa-Maria-Figaniella es una comuna y población de Francia, en la región de Córcega, departamento de Córcega del Sur.
Su población en el censo de 1999 era de 72 habitantes.

## Demografía
| 95 | 110 | 89 | 70 | 58 | 72 | 82 |
| Para los censos de 1962 a 1999 la población legal corresponde a la población sin duplicidades (Fuente: INSEE [Consultar]) |     |    |    |    |    |    |

- Datos: Q684489
- Multimedia: Santa-Maria-Figaniella / Q684489

1. ↑  Worldpostalcodes.org, código postal n.º 20143.
2. ↑  INSEE, Datos de población para el año 2012 de Santa-Maria-Figaniella (en francés).